# SS Лебедя
SS Лебедя — самая яркая карликовая новая и вторая обнаруженная (после U Близнецов), Луизой Д. Уэллс (Louisa D. Wells) в обсерватории Гарвардского колледжа в 1896 году.  Звезда является прототипом  переменных звёзд типа SS Лебедя и одной из самых наблюдаемых переменных.  Она находится на расстоянии около 90 световых лет от Земли в созвездии Лебедя и состоит из оранжевого карлика массой 0,6 солнечных и белого карлика массой 0,4 массы Солнца, вращающихся вокруг друг друга за 6 часов 38 минут на расстоянии 160 000 км или даже меньше с наклонением около 50 градусов.
Три четверти времени, SS Лебедя никак не проявляет свою переменность, оставаясь звездой с видимой величиной 12,2m, но внезапно она начинает увеличивать светимость и достигает пика яркости 8,3m примерно в течение дня.  Вспышка длится от  1 до 2 недель и повторяется на характерном интервале от 4 до 10 недель со средним временем между вспышками 54 дня.  Кроме того, существуют случайные аномальные вспышки широкой и симметричной формы на кривой блеска, которые показывают медленный рост и такое же медленное падение. Хотя звезда обычно производит характерные вспышки с момента её открытия, однако в период с 1907 по 1908 год, звезда не произвела ни одной вспышки, а только лишь претерпевала незначительные колебания своей яркости. 

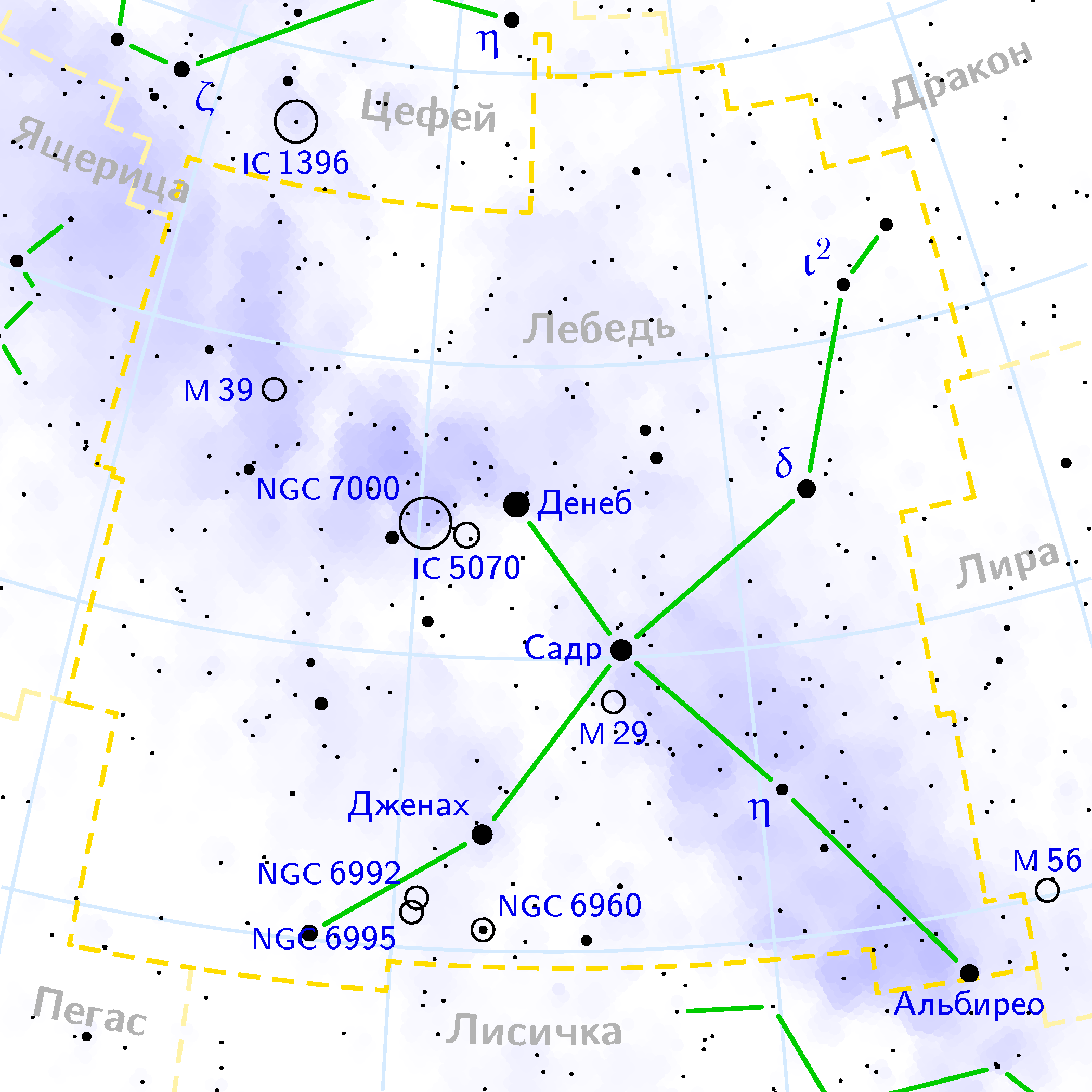
Положение SS Лебедя на карте созвездия

Более тщательное изучение кривой блеска показывает, что общий интервал вспышек состоит из комбинации двух интервалов: длинного — L и короткого — S, каждый из которых имеет продолжительность около 18 и 8 дней соответственно. Статистический анализ кривой блеска SS Лебедя показывает, что наиболее распространённой последовательностью вспышек является LS (134 случая), далее следуют LLS (69), LSSS (14), и LLSS (8). Все вместе эти последовательности представляют 89% изученных вспышек. В соответствии с доминирующей теорией, описывающей поведение звёзд типа SS Лебедя, можно с достаточной точностью предсказать будет ли взрыв длинным или коротким. Основной причиной длины вспышки является количество массы в аккреционном диске, окружающем белый карлик: короткие вспышки соответствуют умеренному выпадению вещества, а длительные являются результатом выпадения большого количества материала со звезды-донора.